# Claudia Arlett Espino
Claudia Arlett Espino (Chihuahua, 7 de mayo de 1979) Es una abogada mexicana, que fungió como presidenta provisional del Instituto Estatal Electoral de Chihuahua, en el Proceso Electoral 2020-2021 luego de la muerte del consejero presidente, Arturo Meraz. Espino es de origen Rarámuri, hermana de la reconocida y también defensora de Derechos Humanos de Pueblos y Comunidades Indígenas Kiriaki Orpinel. Es Catedrática de la Universidad Autónoma de Chihuahua y fue Consejera del Instituto Estatal Electoral para el período 2015 - 2021 y del Instituto Chihuahuense de las Mujeres. Vocera Presidenta fundadora de la Red Nacional de Consejeras y Consejeros Electorales por una Democracia Incluyente RENACEDI. Asimismo es integrante activa de la Asociación Mexicana de Consejeras Estatales Electorales AMCEE; de la Red de Redes por la Paridad; Red Cedaw y Cedaw Chihuahua.
Doctora en Derecho con Mención Honorífica  por la UACH, en Convenio con el Instituto de Investigaciones Jurídicas de la UNAM. Especialista en Educación para la Ciudadanía y los Derechos Humanos, así como Estancia de Investigación doctoral en La Universidad Carlos III de Madrid en España. Maestra en Derecho con Mención Honorífica; Licenciada en Derecho con Mención Especial, ambas por la UACH.
Fue integrante fundadora y su primera Coordinadora y Presidenta del Observatorio de Participación Política de las Mujeres Chihuahua, que integra mujeres de diversos partidos políticos y asociaciones civiles de la entidad, con la finalidad de promover la participación política de las ciudadanas. A través de este organismo se trabajó junto con Legisladoras del Congreso del Estado de Chihuahua, para conceptualizar y tipificar como delito la violencia política en contra de las mujeres.
Impulsora y profesora fundadora de la Escuela de Formación Feminista Chihuahua. Jueza de la Convocatoria de Mujer Destacada del Municipio de Chihuahua, así como del Congreso del Estado.

## Formación Académica
La Facultad de Derecho de la Universidad Autónoma de Chihuahua le otorgó mención especial al titularse como Licenciada en Derecho durante el mes de diciembre de 2002.
En enero de 2007 recibió Mención Honorífica por su Tesis denominada: “Soberanía y Globalización” como Maestra en Derecho por el Programa de Maestría en Derecho Financiero de la Facultad de Derecho de la Universidad Autónoma de Chihuahua (UACH).
Especialista en Educación para la Ciudadanía y los Derechos Humanos, con el Proyecto: “La enseñanza de los derechos de los niños y niñas en la educación no formal a través de los Museos” en el Instituto Bartolomé de las Casas de la Universidad Carlos III de Madrid, durante el período de febrero-junio del año 2011 y bajo la asesoría de la Dra. Silvina Ribotta (Coordinadora de la Especialidad) y el Dr. Luis Lloredo Alix (Profesor Investigador).
Cuenta con una Estancia de Investigación Doctoral en el Instituto de Derechos Humanos Bartolomé de las Casas y la Defensoría Universitaria, ambos de la Universidad Carlos III de Madrid, España, para la redacción de Tesis Doctoral sobre “Control del Poder, Derechos Humanos, Defensorías y Universidad” 2010 - 2011, bajo la Asesoría de la Dra. Dolores 
Doctora en Derecho por el Programa de Doctorado en Derecho de la UACH en Convenio con el Instituto de Investigaciones Jurídicas de la Universidad Nacional Autónoma de México (UNAM). Obteniendo Mención Honorífica por la Tesis "La defensa de los derechos humanos en la Universidad. El Ombudsman (Ombudsperson) Universitario", en abril del 2018. 
Participó en la Convocatoria para Consejera Electoral del Organismo Público Local Electoral (OPLE) Chihuahua, convocado por Instituto Nacional Electoral, habiendo obtenido el segundo lugar en el examen de conocimientos entre las mujeres, calificada en la etapa de Ensayo como idónea y obteniendo el primer lugar general en la entrevista y la valoración curricular, siendo designada el 3 de noviembre de 2015 como Consejera Electoral por 6 años.
En el año 2009 recibió un reconocimiento por el segundo lugar en promedio del Doctorado en Derecho del Instituto de Investigaciones Jurídicas de la UNAM en convenio con la UACH.